# James Douglas Ogilby
James Douglas Ogilby (Belfast, 16 febbraio 1853 – Brisbane, 11 agosto 1925) è stato un ittiologo ed erpetologo britannico naturalizzato australiano.

## Biografia
Ogilby era nato a Belfast, in Irlanda, ed era figlio dello zoologo William Ogilby e di sua moglie Adelaide, nata Douglas. Studiò al Winchester College, in Inghilterra, e al Trinity College a Dublino.
Iniziò a lavorare per il British Museum prima di entrare all'Australian Museum di Sydney. Dopo essere stato licenziato per ubriachezza, ottenne un contratto prima di entrare al Queensland Museum di Brisbane.
Fu autore di numerosi articoli scientifici sui rettili, e descrisse una nuova specie di tartaruga e diverse nuove specie di lucertole.
Morì l'11 agosto 1925 e fu sepolto nel cimitero di Toowong.